# Moviment 26 de Març
El Moviment 26 de Març (M26) és un partit polític esquerrà de l'Uruguai, d'orientació marxista-leninista. Des de la seva fundació, el 1971, fins al 30 de març del 2008, va formar part de la coalició política del Front Ampli. Entre els militants més rellevants del M26 destaquen l'escriptor Mario Benedetti i el fundador del FA, Líber Seregni. El M26 va participar durant les eleccions generals del 1989 però mai no va arribar a obtenir massa seguiment per part dels votants. L'any 2008 es va separar del FA per diferències ideològiques. Així mateix, es va integrar a l'Assemblea Popular i actualment forma part del Consell Bolivarià dels Pobles.